# Brian Turner (Fußballspieler, 1949)
Brian Turner (* 31. Juli 1949 in East Ham) ist ein ehemaliger neuseeländischer Fußballspieler und späterer -trainer.

## Sportliche Laufbahn

### Vereinskarriere
Neben Clubs in Ozeanien, für die er in seiner Karriere Ligapartien bestritt, stand der gebürtige Engländer Brian Turner zwischen 1968 und 1972 auch im Mutterland des Fußballs unter Vertrag. Während er beim FC Chelsea 1968/69 nicht zum Einsatz kam, spielte er 1969/70 vier Zweitligapartien für den FC Portsmouth und gehörte später beim Viertligisten FC Brentford zu den Stammspielern. In gut zweieinhalb Jahren absolvierte er für The Bees 93 Punktspiele, in denen ihm sieben Treffer gelangen.

### Auswahleinsätze
Bei der ersten WM-Teilnahme Neuseelands gehörte Turner 1982 in Spanien zum Kader des Teams um den späteren Bundesligastar Wynton Rufer. Er wurde beim Weltchampionat, das für den Neuling bereits nach der Vorrunde beendet war, einmal eingesetzt. In 59 A-Länderspielen für die All Whites traf er zwischen 1967 und 1982 21-mal. 1973 gewann Turner mit der Auswahl Neuseelands die Kontinentalmeisterschaft des ozeanischen Fußballverbands.

## Trainerlaufbahn
Für die neuseeländische A-Nationalmannschaft war er als Co-Trainer tätig. Bei der 2. WM-Teilnahme seines Landes zählte er 2010 in Südafrika zum Stab um Chefcoach Ricki Herbert. 2017 assistierte er beim FIFA Confederations Cup 2017 in Russland den Coaches Anthony Hudson and Peter Taylor.